# Ellis (Kansas)
Ellis é uma cidade localizada no estado americano de Kansas, no Condado de Ellis.

## Demografia
Segundo o censo americano de 2000, a sua população era de 1873 habitantes.
Em 2006, foi estimada uma população de 1858, um decréscimo de 15 (-0.8%).

## Geografia
De acordo com o United States Census Bureau tem uma área de
3,2 km², dos quais 3,2 km² cobertos por terra e 0,0 km² cobertos por água.

## Localidades na vizinhança
O diagrama seguinte representa as localidades num raio de 36 km ao redor de Ellis.